# Aloe maculata

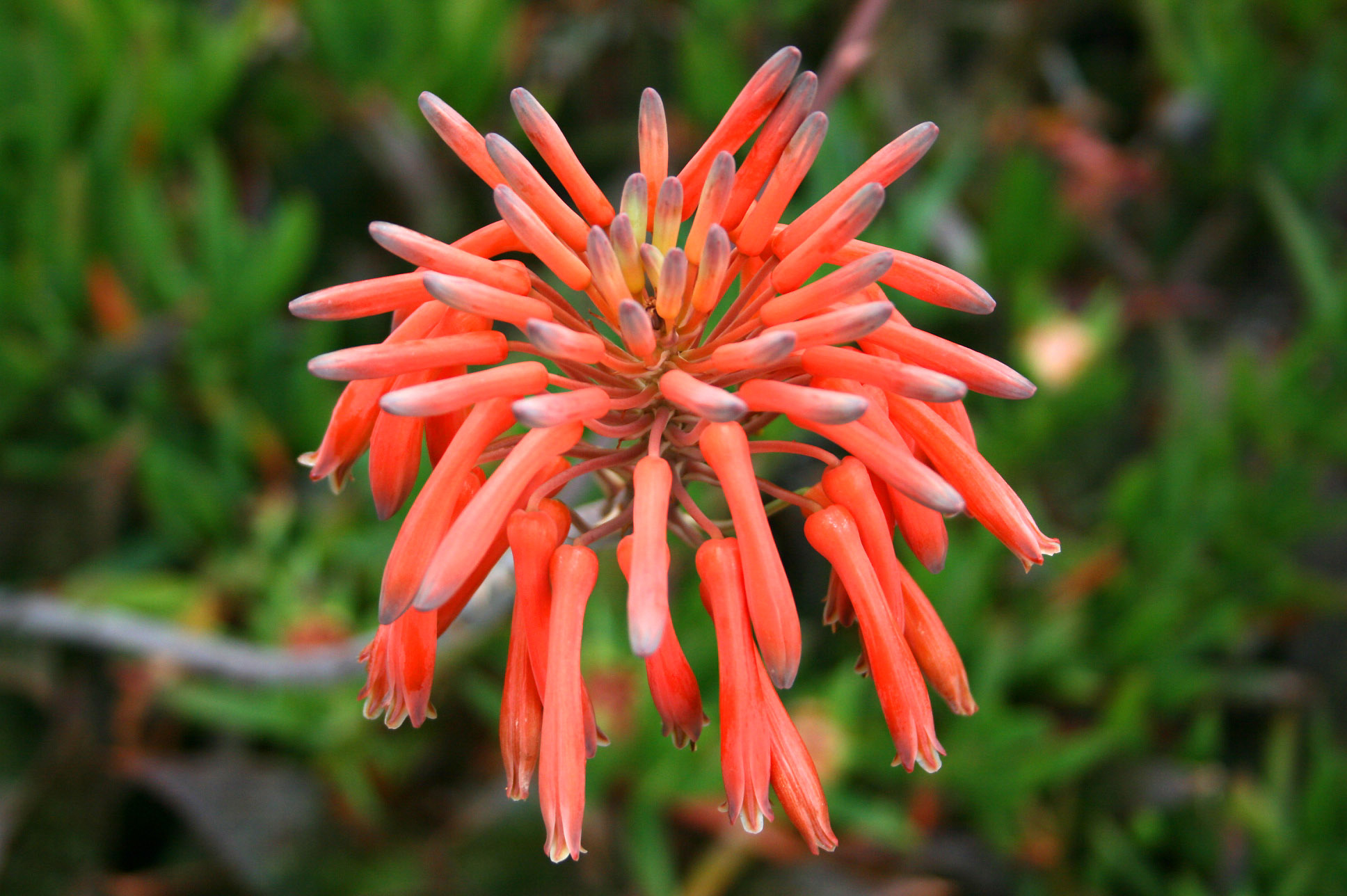
Las flores de Aloe maculata son anaranjado-rojiza.

Aloe maculata es una planta suculenta de aloe. Es endémica de Sudáfrica, aunque como planta ornamental se cultiva en muchos países.

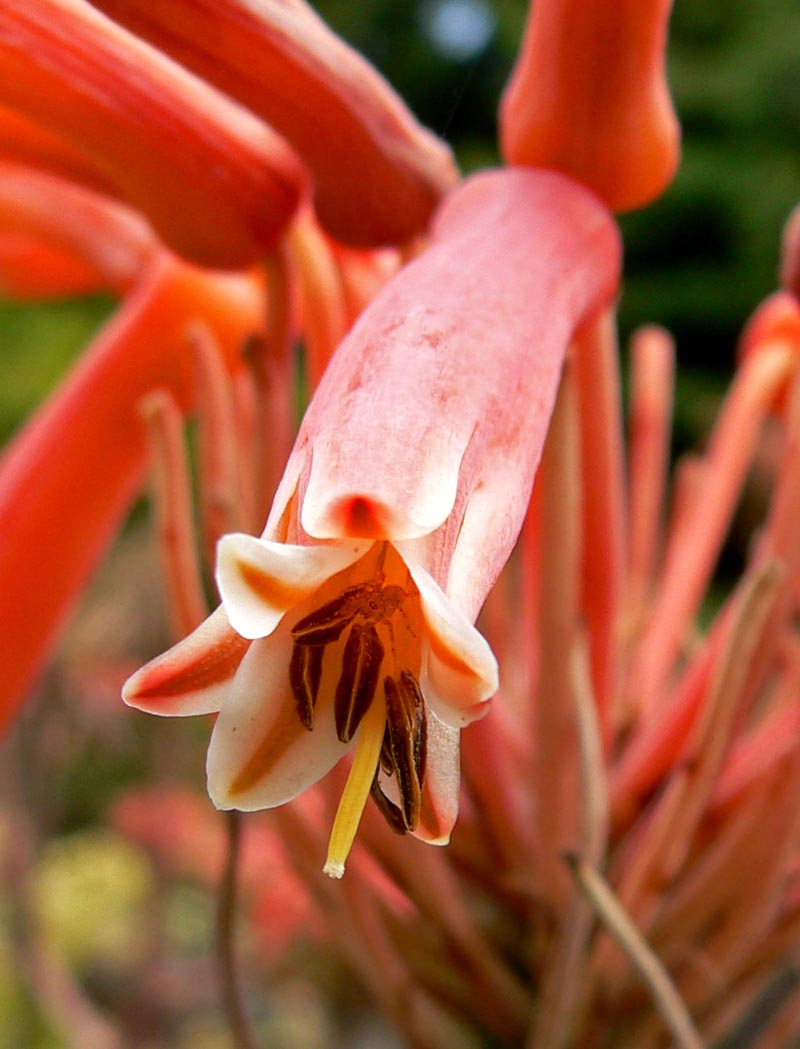
Detalle de la flor

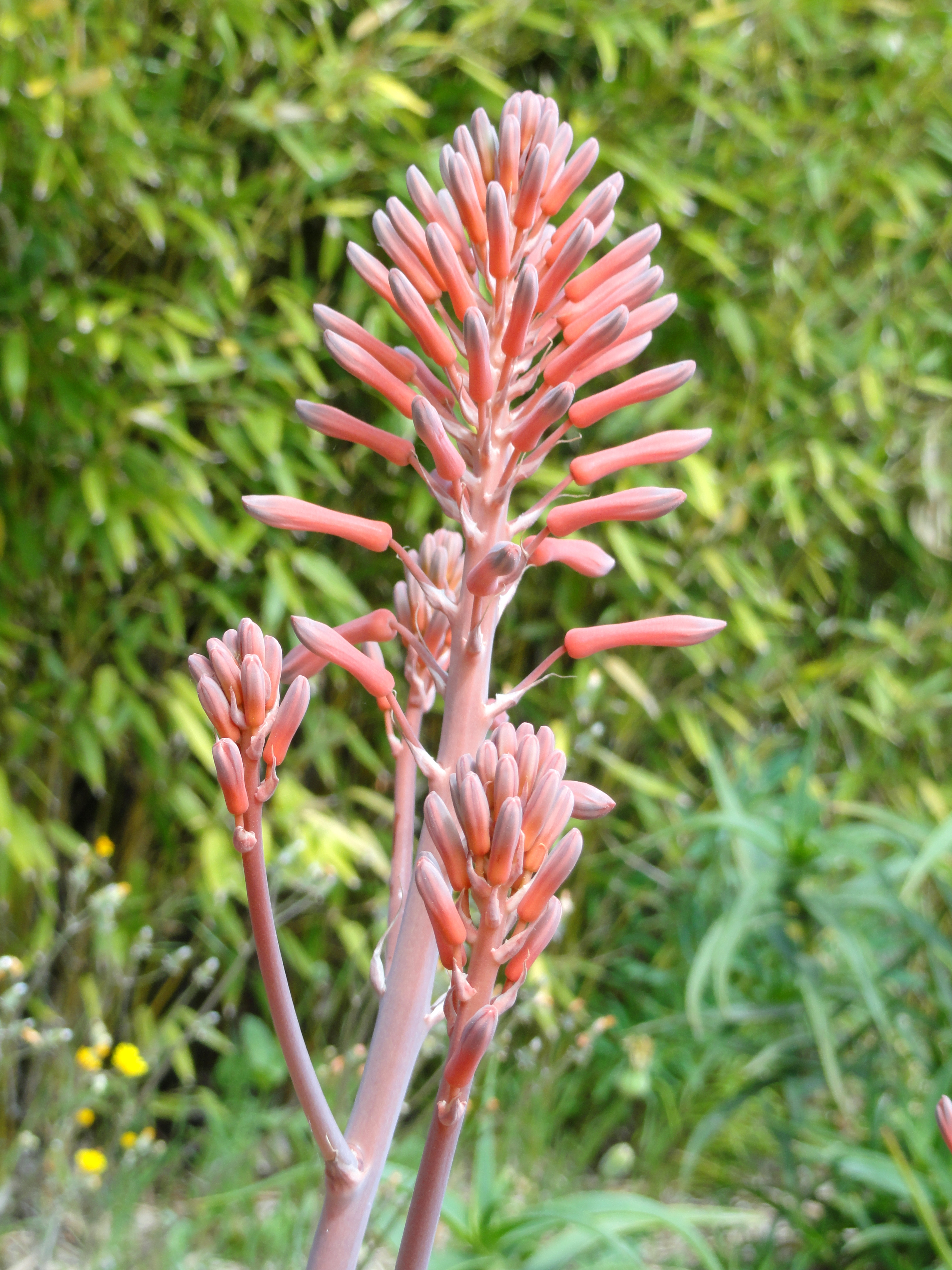
Inflorescencia

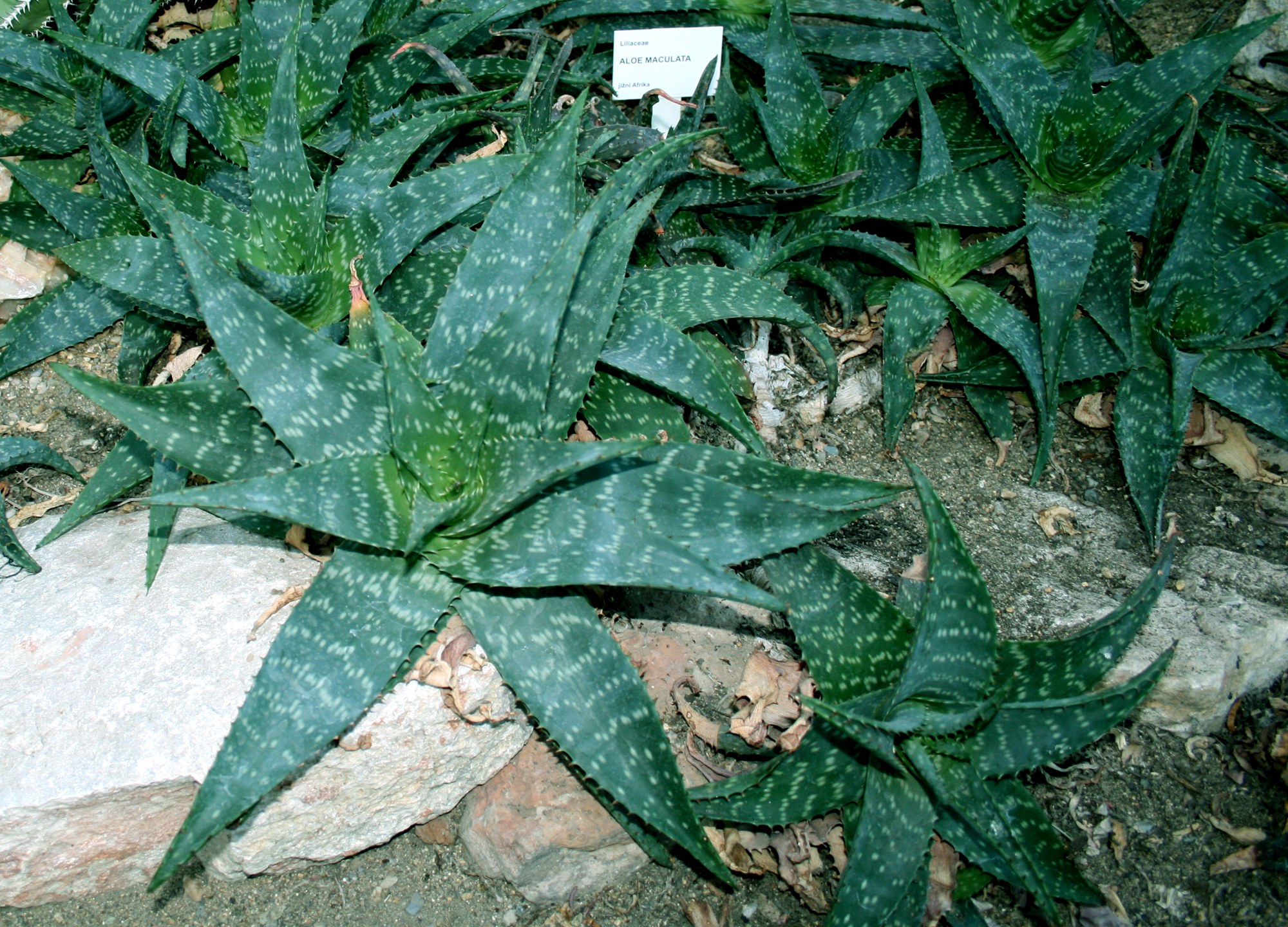
Vista de la planta

## Descripción
Es una planta suculenta con las hojas agrupadas en rosetas basales. Las hojas son carnosas, largas, estrechas y lanceoladas de color verde rojizo moteadas con puntos blancos y  con los márgenes dentados. La inflorescencias en racimos, generalmente de forma más esférica que otros áloes como Aloe arborescens, con flores tubulares de color naranja rojizo que se encuentran al final de un tallo erecto, generalmente ramificado, que surge de la roseta. Florece desde mediados de invierno hasta la primavera.
Suele confundirse con la Aloe perfoliata, pero ésta posee las hojas más delgadas en la punta.

## Taxonomía
Aloe maculata fue descrita por Carlo Allioni y publicado en Auctarium ad Synopsim Methodicam Stirpium Horti Reg. Taurinensis, 13, 1773.
Etimología
Ver: Aloe
maculata: epíteto latino que significa "con manchas".
Sinonimia
| - Aloe commutata Tod. - Aloe commutata var. bicolor A.Berger - Aloe disticha Mill. - Aloe gasterioides Baker - Aloe grahamii Schönland - Aloe latifolia (Haw.) Haw. - Aloe leptophylla N.E.Br. ex Baker - Aloe leptophylla var. stenophylla Baker - Aloe macracantha Baker - Aloe maculosa Lam. - Aloe obscura Mill. - Aloe perfoliata var. obscura (Mill.) Aiton - Aloe perfoliata var. saponaria Aiton - Aloe picta Thunb. - Aloe picta var. major Willd. - Aloe saponaria (Aiton) Haw. - Aloe saponaria var. ficksburgensis Reynolds - Aloe saponaria var. latifolia Haw. - Aloe saponaria var. obscura (Mill.) Haw. - Aloe spuria A.Berger - Aloe trichotoma Colla - Aloe tricolor Baker - Aloe umbellata DC. - Aloe umfoloziensis Reynolds |